# Paisagem Protegida da Albufeira do Azibo
A Paisagem Protegida da Albufeira do Azibo está situada a 2 km de Macedo de Cavaleiros e a 30 km de Bragança. O melhor acesso à Paisagem Protegida da Albufeira do Azibo é pela A 4 e/ou pelo IP2.
Criada pelo Decreto Regulamentar n.º 13/99, de 3 de Agosto, é uma área protegida de âmbito regional, parcialmente integrada na Rede Natura 2000, que tem por objectivo a preservação e valorização do património natural numa harmoniosa conjugação entre a vida selvagem, o habitat natural de inúmeras espécies de fauna e flora ali existentes, com as actividades de lazer e recreio ao ar livre.
A Paisagem Protegida da Albufeira do Azibo, com uma área de 4.897 ha, está localizada, na sua quase totalidade, no Concelho de Macedo de Cavaleiros, abrangendo as freguesias de Vale da Porca, Santa Combinha, Podence, Salselas, Vale de Prados e Quintela de Lampaças do Concelho de Bragança.
Entre as numerosas actividades que se podem praticar neste espaço natural destacam-se a observação de aves, a fotografia de natureza, a canoagem, o pedestrianismo ou o puro e simples ócio numa das praias fluviais de bandeira azul.